# Carl Peters

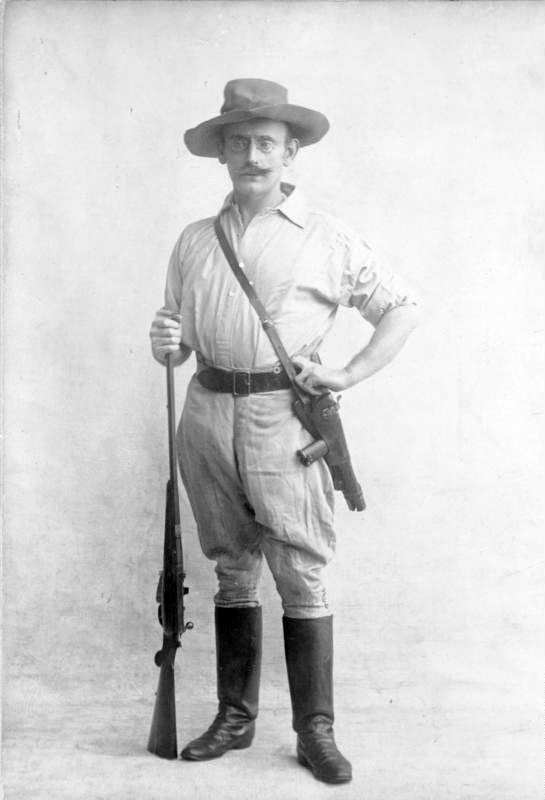
Carl Peters, ca. 1893/1900

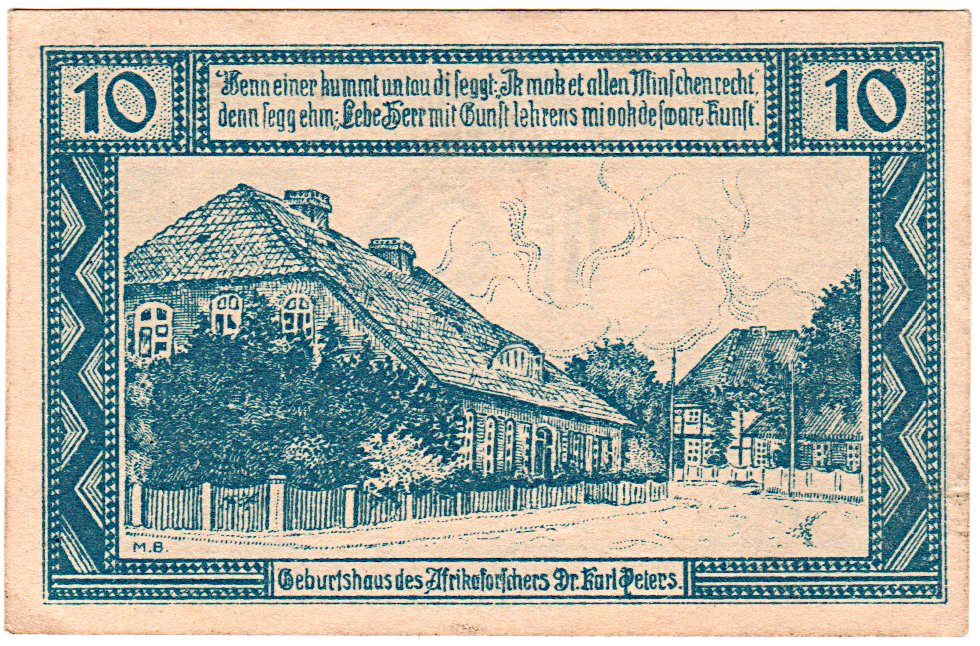
Das Geburtshaus von Carl Peters auf einem Notgeldschein aus Neuhaus, von 1921.

Carl Friedrich Hubertus Peters (Vorname auch: Karl; * 27. September 1856 in Neuhaus/Elbe; † 10. September 1918 in Woltorf bei Peine) war ein Publizist, Kolonialist und Afrikareisender mit stark ausgeprägter rassistischer Einstellung. Er gilt als Begründer der Kolonie Deutsch-Ostafrika.

## Leben

### Herkunft und frühe Jahre

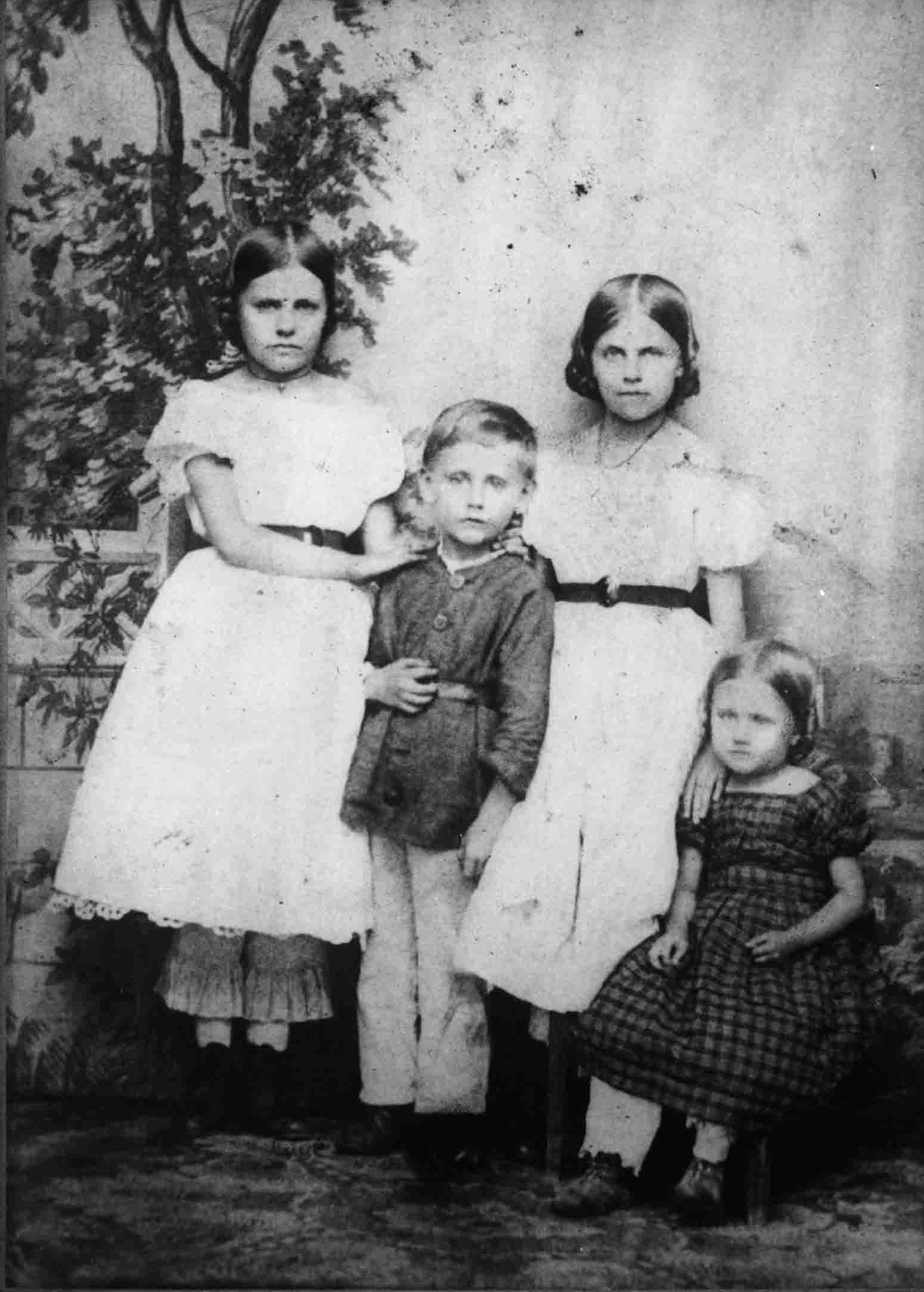
Carl Peters, etwa 8 Jahre, mit Schwestern

Carl Peters wurde als achtes von elf Kindern des evangelischen Pastors Carl Johann Heinrich Arnold Peters und dessen Ehefrau Elisabeth Charlotte, geborene Engel, geboren. Er besuchte das Gymnasium Johanneum Lüneburg sowie die Klosterschule Ilfeld und galt als intelligenter wie auch sportlicher Schüler. 1876 legte er die Reifeprüfung ab und wurde wegen Kurzsichtigkeit vom Wehrdienst befreit. Er studierte an den Universitäten Göttingen, Tübingen und Berlin in den Fachgebieten Geschichte, Philosophie und Geografie. Zu seinen Dozenten gehörten der Theologe Carl Heinrich Weizsäcker, die Historiker Bernhard von Kugler, Georg Waitz, Theodor Mommsen, Gustav Droysen, Heinrich von Treitschke und Karl Wilhelm Nitzsch sowie der Geograph Heinrich Kiepert. Neben dem Studium schrieb er journalistische Beiträge. Während seines Studiums wurde er 1879 Mitglied der Burschenschaft Primislavia Berlin. Carl Peters gewann 1878 die „Goldene Ehrenmedaille für Kunst und Wissenschaft“ und promovierte 1879 zum Doktor der Philosophie mit der Arbeit Untersuchungen zum Frieden von Venedig. Mit Bestehen des Oberlehrerexamens 1880 hätte er eine anschließende Referendarstelle als Gymnasiallehrer für Geographie und Geschichte einnehmen können.

### Begegnung mit dem Britischen Empire

Carl Peters, 1882

Im Dezember 1881 zog Peters nach London zu seinem vermögenden und in der englischen Hauptstadt angesehenen Onkel Carl Engel (1818–1882), einem Komponisten, Pianisten sowie Musikschriftsteller, und führte dort das Leben eines englischen Gentleman. In jenen Jahren beschäftigte sich Carl Peters intensiv mit der Philosophie und seinem Lieblingsphilosophen Arthur Schopenhauer. Zu Studienzwecken hielt er sich zu dieser Zeit unter anderem in Eastbourne, Boulogne-sur-Mer, Paris und Tunbridge Wells auf. In diesen Jahren kam er nach eigenen Angaben erstmals mit dem britischen Kolonialismus und der britischen Weltmachtpolitik in Berührung, die von nun an sein Weltbild beeinflussten. Während seines Londonaufenthaltes entwarf er auch ein Konzept für eine Expansion Deutschlands auf anderen Kontinenten außerhalb Europas nach dem Muster der von ihm studierten angelsächsischen Kolonialliteratur. Mit seiner Rückkehr 1883 nach Deutschland hatte er die Laufbahnen eines Dozenten für Philosophie und die eines Parlamentariers für sich geplant. In Deutschland war in diesen Jahren eine frühe Kolonialbewegung durch Wilhelm Hübbe-Schleiden, Robert Jannasch und Friedrich Fabri entstanden, die Peters mit großer Anteilnahme verfolgte. Und er warb, wieder in Deutschland angekommen, durch Vorträge und herausgegebene Publikationen für seine kolonialpolitischen Pläne. 1882 erschien sein von Schopenhauer inspiriertes, wenig erfolgreiches Buch Willenswelt und Weltwille.
Das Anerbieten seines Onkels, sich als Engländer naturalisieren zu lassen und dadurch in den Genuss zahlreicher Privilegien zu gelangen, wies er als „Preußenfreund“ von sich. Nach dem Suizid von Karl Engel – Peters hielt sich zu diesem Zeitpunkt bereits wieder in Deutschland auf – erbte er dessen Vermögen und verkaufte einen großen Teil des Besitzes. Er veröffentlichte als Korrespondent in mehreren deutschen Zeitungen Beiträge über das öffentliche Leben und die ökonomischen Verhältnisse in Großbritannien, wobei ihm die britische Kolonialpolitik als eine der Quellen des Wohlstandes und der Unabhängigkeit fortwährend ins Auge stach. Die Engländer, so kritisierte er, verfügten über ein größeres Selbstbewusstsein und einen stärkeren Nationalstolz als die Deutschen (Das Deutschtum in London, 1883).

### Gründung Deutsch-Ostafrikas

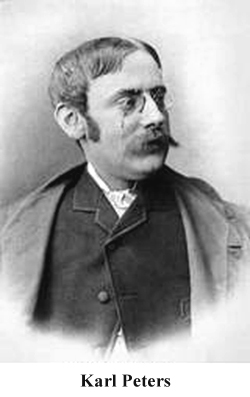
Carl Peters

Nach der Rückkehr aus der britischen Hauptstadt ließ Peters sich in dem von ihm zunächst ungeliebten Berlin nieder und interessierte sich für die deutsche Kolonialbewegung. An dieser störte ihn, dass sie viel Öffentlichkeitsarbeit betrieb, aber keine konkreten Pläne zum Kolonieerwerb hatte. So gründete er gemeinsam mit Felix von Behr-Bandelin im März 1884 die Gesellschaft für deutsche Kolonisation (GfdK), übersiedelte zwischendurch nach Hannover und habilitierte im Sommer an der Universität Leipzig bei Wilhelm Wundt in Philosophie mit dem Thema Inwieweit ist Metaphysik als Wissenschaft möglich?
Noch vor seiner ersten Probevorlesung befand er sich bereits auf dem Weg nach Afrika. Die Wahl seines Ziels in Ostafrika war kurzfristig durch eine Reihe von Zufällen zustande gekommen. In der GfdK hatte es ausführliche Debatten über Gebiete gegeben, in denen man sich um Kolonien bemühen wollte. Eine Zeitlang war die Vorstandsmehrheit für Landerwerb in Südamerika. Peters gelang es, selbst den Vorsitz zu übernehmen und durch Neuberufungen die Mehrheit auf seine Seite zu ziehen. Ihm schwebte eine Gegend im Bereich des heutigen Simbabwe vor. Während Peters‘ Abwesenheit aufgrund seiner Habilitation fand indes ein Vorschlag von Missionsinspektor Alexander Merensky die Mehrheit, sich Gebieten im Hinterland von Moçâmedes im heutigen Angola zuzuwenden. Die GfdK schrieb Anteile im Wert von 5000 Mark zur Finanzierung des Projekts aus, von denen 35 gezeichnet wurden. Am 20. August 1884 beschloss die Versammlung der Anteilseigner die „Anlegung einer selbstständigen deutschen Ackerbau- und Handelskolonie in Südafrika“. Während die für den Erwerb bestimmten Mitglieder Abschiedsbesuche bei ihren Familien machten, kam vom Auswärtigen Amt der Reichsregierung die Mitteilung, dass der Plan der GfdK sich auf Gebiete beziehe, die anerkanntermaßen zu Portugal gehörten, und nicht im Interesse des Deutschen Reiches sei, von dem deshalb keinerlei Schutz zu erwarten wäre. In einer Vorstandssitzung am 16. September 1884 wurde beschlossen, das Reiseziel auf die Sansibar gegenüberliegenden Gebiete in Ostafrika umzulenken. Ausschlaggebend dafür war gewesen, dass Joachim von Pfeil, der einzige Expeditionsteilnehmer mit eigener Afrikaerfahrung, Henry Morton Stanleys Buch Through the Dark Continent kannte und dessen Beschreibung von Usagara im heutigen Tansania in die Debatte einbrachte. Der Vorstand erteilte Peters zusammen mit Karl Ludwig Jühlke und von Pfeil den Auftrag, Gebiete in Ostafrika zu erwerben, vorzugsweise in Usagara.
Die Gruppe wurde von dem Kaufmann August Otto begleitet und beschloss, weitmöglichst ihre Reisepläne zu verschleiern. Sie machte der Regierung keine Mitteilung. Nach Ankunft auf Sansibar wurde Peters am 8. November von Gerhard Rohlfs, dem dort gerade neu berufenen deutschen Generalkonsul, mitgeteilt, dass auch dieses Unternehmen nicht im Interesse des Reiches sei und sie mit keinerlei Schutz rechnen könnten.

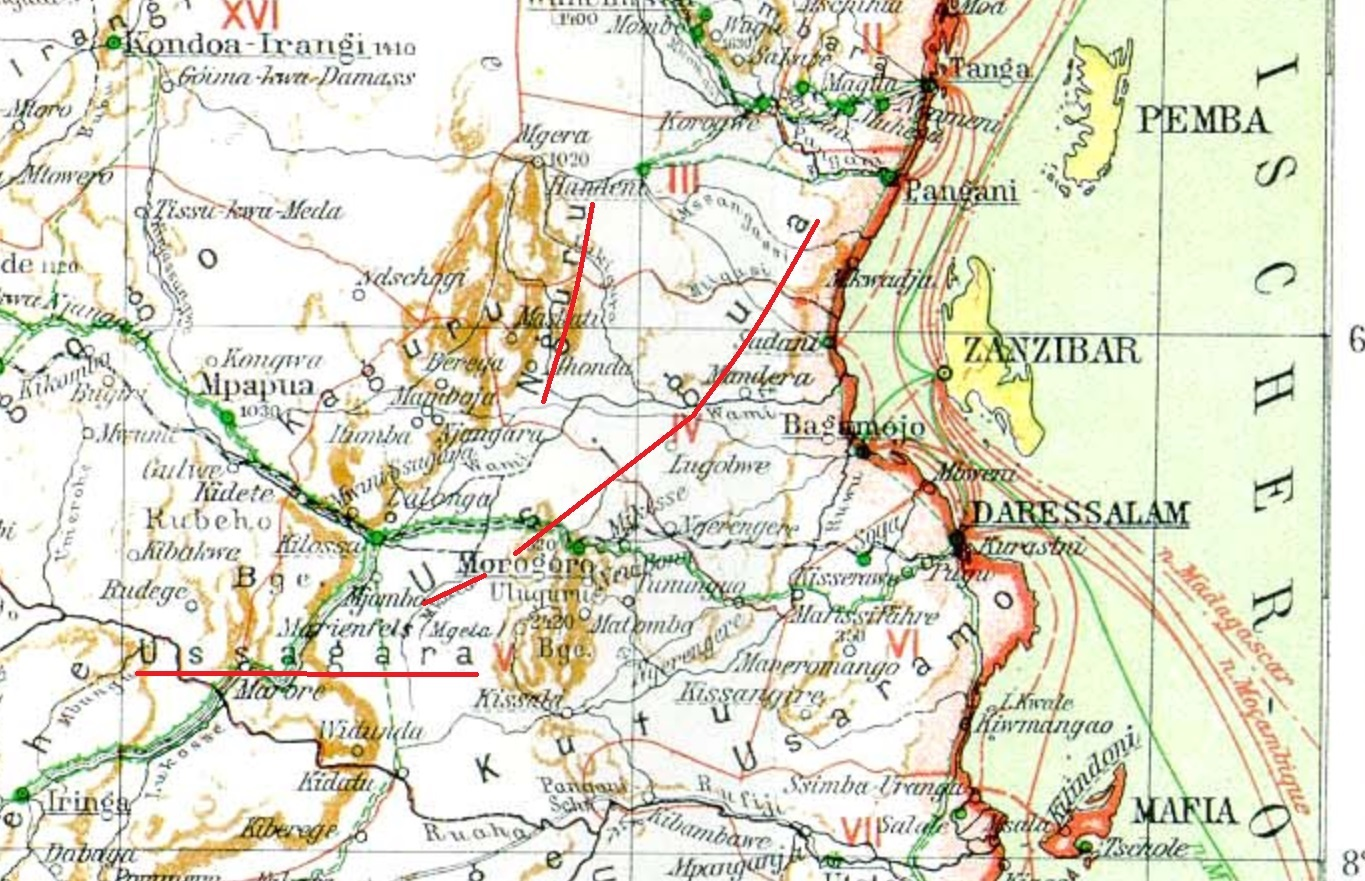
Die Ausgangsgebiete der DOAG 1885 (unterstrichen) in Usagara, Usegua und Nguru (Kolonialatlas 1920)

Am 11. November setzte die Gruppe über nach Saadani auf dem Festland gegenüber der Insel Sansibar. Sie folgten dem Lauf des Flusses Wami ins Landesinnere. Hier begann Peters dann, „Schutzverträge“ mit einheimischen Herrschern abzuschließen. Das Ziel seiner Reise war die Region Usagara, mit deren Herrscher er am 4. Dezember 1884 einen Vertrag schloss. Auf dem Hinweg wurden in der Küstenlandschaft Useguha und auf dem Rückweg in den Regionen Nguru und Ukami ebenfalls Verträge abgeschlossen. Die Aktivitäten bestanden darin, dass Peters örtliche Oberhäupter aufsuchte und ihnen – oft nach reichlichem Alkoholgenuss – deutschsprachige Schriftstücke vorlegte, auf die sie dann Kreuze als Unterschrift zeichneten. Darin wurde ihnen Schutz vor Feinden zugesagt, umgekehrt wurden die Rechte der Kolonisationsgesellschaft so beschrieben, dass sie die alleinigen und uneingeschränkten Rechte hätten, Zölle und Steuern zu erheben, eine Justiz und Verwaltung einzurichten, bewaffnete Truppen ins Land zu bringen und Siedlern die „Berge, Flüsse, Seen und Forsten“ zur beliebigen Nutzung zu überlassen. Eine Prüfung, ob die afrikanischen Vertragspartner verstanden, was sie vorgelegt bekamen, oder ob sie überhaupt eine Vollmacht hatten, über die angesprochenen Befugnisse zu verfügen, wurde nicht vorgenommen.
Das Ziel von Carl Peters bestand darin, Schutzbriefe des Reiches für die „erworbenen“ Gebiete zu erhalten. Jedoch äußerte sich Reichskanzler Otto von Bismarck abschätzig über das, was Peters nach seiner Rückkehr der Reichsregierung vorlegte: „ein Stück Papier mit Neger-Kreuzen drunter“. Peters drohte damit, dass König Leopold von Belgien, der nach der Kongokonferenz gerade sein Reich in Zentralafrika ausbaute, auch an Ostafrika Interesse hätte. Bismarck lenkte ein, auch aus innenpolitischer Rücksicht gegenüber seinen nationalliberalen Verbündeten im Reichstag, und ließ, nach Vorbild britischer Charters, der in Deutsch-Ostafrikanische Gesellschaft (DOAG) umbenannten Kolonialvereinigung einen kaiserlichen Schutzbrief über die Landschaften Usagara, Nguru, Useguha und Ukami ausstellen. Damit hatte Peters Kolonialvereinigung den nötigen Rückhalt zur weiteren Ausdehnung.
Auf Initiative von Carl Peters wurde 1886 der „Erste allgemeine Kongress zur Förderung überseeischer Interessen“ einberufen und es kam zur Gründung des „Allgemeinen Deutschen Verbandes zur Förderung überseeischer deutsch-nationaler Interessen“. Damit bestand eine private Organisationsform, die in den bereits aufgesuchten Gebieten eine deutsche Verwaltung errichten, Steuern erheben und die Ausbeutung von Bodenschätzen umsetzen sollte.
Bereits im Folgejahr erreichte er ein Abkommen mit dem Sultan von Sansibar, das den sansibarischen Küstenstreifen von Umba bis zum Rovuma der Verwaltung der Gesellschaft unterstellte. Den im Folgejahr ausbrechenden Widerstand der Küstenbevölkerung, der den Zusammenbruch der Herrschaft der Gesellschaft zur Folge hatte, erlebte er nicht vor Ort. 1889/90 befand sich Peters zusammen mit Adolf von Tiedemann auf einer Expedition, die er „deutsche Emin-Pascha-Expedition“ nannte und die ihn durch Kenia bis nach Uganda führte. Das Ziel war die Einbeziehung von Uganda sowie der ehemals ägyptischen Äquatoria-Provinz in das deutsche Kolonialreich. König Mwanga II. von Buganda konnte durch Peters zu einem Freundschafts- und Wirtschaftsabkommen bewogen werden, dem sogenannten Uganda-Vertrag. Durch den Abschluss des Helgoland-Sansibar-Vertrags vom 1. Juli 1890 wurden seine diesbezüglichen Bestrebungen jedoch zunichtegemacht.
Aus Protest gegen dieses von ihm als Verzicht empfundene Abkommen engagierte sich Peters von nun an für den Alldeutschen Verband, der auf seine Initiative hin gegründet wurde.

### Reichskommissar am Kilimandscharo
Der Versuch, Ostafrika durch die private „Deutsch-Ostafrikanische Gesellschaft“ zu beherrschen, brach im Aufstand der ostafrikanischen Küstenbevölkerung 1888/89 zusammen. Das Deutsche Reich übernahm die unmittelbare Kontrolle und Peters wurde 1891 zum Reichskommissar für das Kilimandscharogebiet ernannt. Hier kümmerte er sich um die Festlegung der Grenze gegenüber dem britischen Ostafrika (Kenia). Seine Amtsführung vor Ort war durch Grausamkeit gegenüber den Landesbewohnern und die willkürliche Anwendung der Todesstrafe gekennzeichnet. Dieses brutale Vorgehen, oft aus rein persönlichen Gründen gegen die afrikanische Bevölkerung, kostete Peters das Amt. So hatte er sich afrikanische Mädchen als Geliebte gehalten. Als er entdeckte, dass seine Konkubine Jagodia ein Verhältnis mit seinem Diener hatte, ließ er beide öffentlich aufhängen und ihre Heimatdörfer niederbrennen. Dies führte zu bewaffneter Gegenwehr der Tschagga, die über Monate brutal niedergeschlagen wurde.

### Unehrenhafte Entlassung
Peters wurde deshalb 1892 nach Deutschland zurückbeordert, wo man ihn von 1893 bis 1895 im Kolonialministerium beschäftigte, während gegen ihn Ermittlungen durchgeführt wurden. In jener Zeit war er auch der Mittelpunkt eines Streits im Reichstag. Der sozialdemokratische Abgeordnete August Bebel griff die Kolonialpolitik des Reichs grundsätzlich wegen ihrer Unrechtmäßigkeit an und trieb Peters unter anderem mit Augenzeugenberichten eines britischen Missionars in die Enge. Insgesamt wurde seine Amtsführung als Reichskommissar scharf kritisiert und verstärkte die ohnehin schwelende Kolonialkritik im Reich.
Die Ermittlungen des kaiserlichen Disziplinargerichts endeten 1897 mit der unehrenhaften Entlassung aus dem Reichsdienst unter Verlust seines Titels und seiner Pensionsansprüche. Um dem Verfahren zu entgehen, verließ Carl Peters Deutschland. Jedoch war ihm bereits 1905 von Kaiser Wilhelm II. der Titel eines „Reichskommissars a. D.“ verliehen worden und ab 1914 erhielt er auch eine jährliche Pension.

### Unternehmungen in England und im südlichen Afrika
Peters wich dem Verfahren durch erneuten Umzug nach London aus und lebte von 1896 bis 1914 in England. Er gründete in London die Dr. Carl Peters Estates and Exploration Co., die spätere South East Africa Ltd., die den Goldbergbau in Südafrika betrieb. Auf mehreren Reisen erkundete er weitere Goldlagerstätten in Südrhodesien und Angola.
1899 führte er eine Forschungsreise an den Sambesi. Er wollte beweisen, dass das biblische Goldland Ophir in Südostafrika gelegen hatte. Aufgrund seiner rassistischen Einstellung konnte Peters sich nicht vorstellen, dass die Ruinen von Groß-Simbabwe sowie anderer alter Orte in Rhodesien, die er selbst aufspürte, afrikanischen Ursprungs waren, und suchte deshalb nach Baumeistern aus dem Nahen Osten, wobei die Phönizier eine zentrale Rolle spielten. In erster Linie ging es Peters darum, mit Hilfe seiner Theorie Aktionäre für seine Kapitalgesellschaft zu gewinnen, die Land in Portugiesisch-Moçambique erwerben und dort nach Gold schürfen sollte. Seine Ophir-Theorie reicherte Peters mit heftigen Diffamierungen der afrikanischen Bevölkerung an und forderte die Einführung der allgemeinen Zwangsarbeit in den Kolonien.

Thea und Carl Peters

Am 26. Februar 1909 heiratete Peters in Berlin nach 14-jähriger Verlobungszeit Thea Herbers, Tochter des Kommerzienrates Friedrich Hermann Herbers aus dem westfälischen Iserlohn, die er in seinen Lebenserinnerungen als „verständnisvolle und treue Gefährtin“ charakterisierte. Er entschied sich damit gegen Frieda von Bülow, die sich lange Jahre zu Peters hingezogen fühlte und mit ihm durch eine auf Sansibar geführte Liebesaffäre verbunden war.

### Rückkehr nach Deutschland und Tod
Zu Beginn des Ersten Weltkrieges kehrte Peters nach Deutschland zurück. Von diesem Zeitpunkt an war er fast nur noch publizistisch tätig. So gab er 1915 das Buch „Afrikanische Köpfe“ und 1918 seine „Lebenserinnerungen“ heraus.
Am 10. September 1918 verstarb Carl Peters in der Privat-Heil-Anstalt von August Alber in Woltorf bei Peine. Sein Grab befindet sich auf dem Stadtfriedhof Engesohde in Hannover.

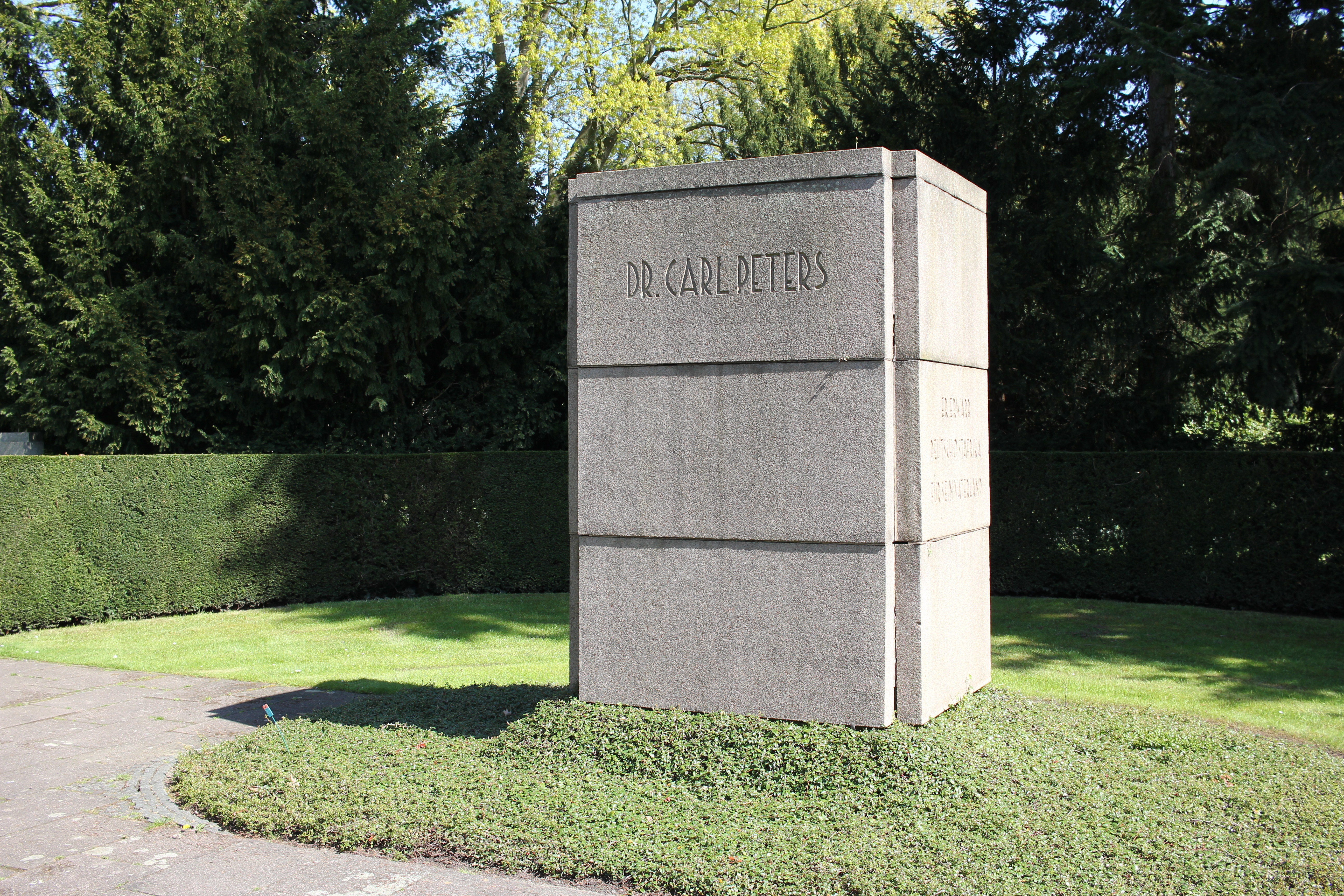
Carl Peters Grabmal auf dem Stadtfriedhof Engesohde, Abteilung 16F, Grabnummer 75

## Rezeption
Vertreter des Kolonialwesens feierten Peters als weitblickendes Genie, als tatkräftigen Helden, als um sein Vaterland hochverdienten Kolonialpolitiker. „Der ebenso geniale wie tatkräftige Carl Peters trat in schärfster Weise gegen jene weltfremde Kreise an, die in der Kolonialfrage immer nur theoretisch herumreden, aber nie praktisch handeln wollten.“ Während des „Dritten Reichs“ wurde Peters als geistiger Vater des Nationalsozialismus „wiederentdeckt“ und in zahlreichen Büchern, auf einer Briefmarke sowie in dem gleichnamigen Spielfilm mit Hans Albers in der Titelrolle geehrt. In zahlreichen Städten wurden Straßen nach ihm benannt. Das Schnellbootbegleitschiff der Kriegsmarine Carl Peters trug seinen Namen. Ein Schiff mit dem Namen Dr. Carl Peters wurde bereits zu Lebzeiten gebaut, aber nicht eingesetzt. An der Universität Berlin bestand ab 1937 eine nach dem Burschenschafter Peters benannte Kameradschaft Carl Peters des NSDStB (vormalige Berliner Burschenschaft Allemannia). Adolf Hitler hob 1937 die Verurteilung des Jahres 1897 postum wieder auf. Die „Reichsstelle zur Förderung des deutschen Schrifttums“ lobte 1938, dass Peters „den Gedankengängen des Dritten Reiches bereits vor fünfzig Jahren“ nahestand.

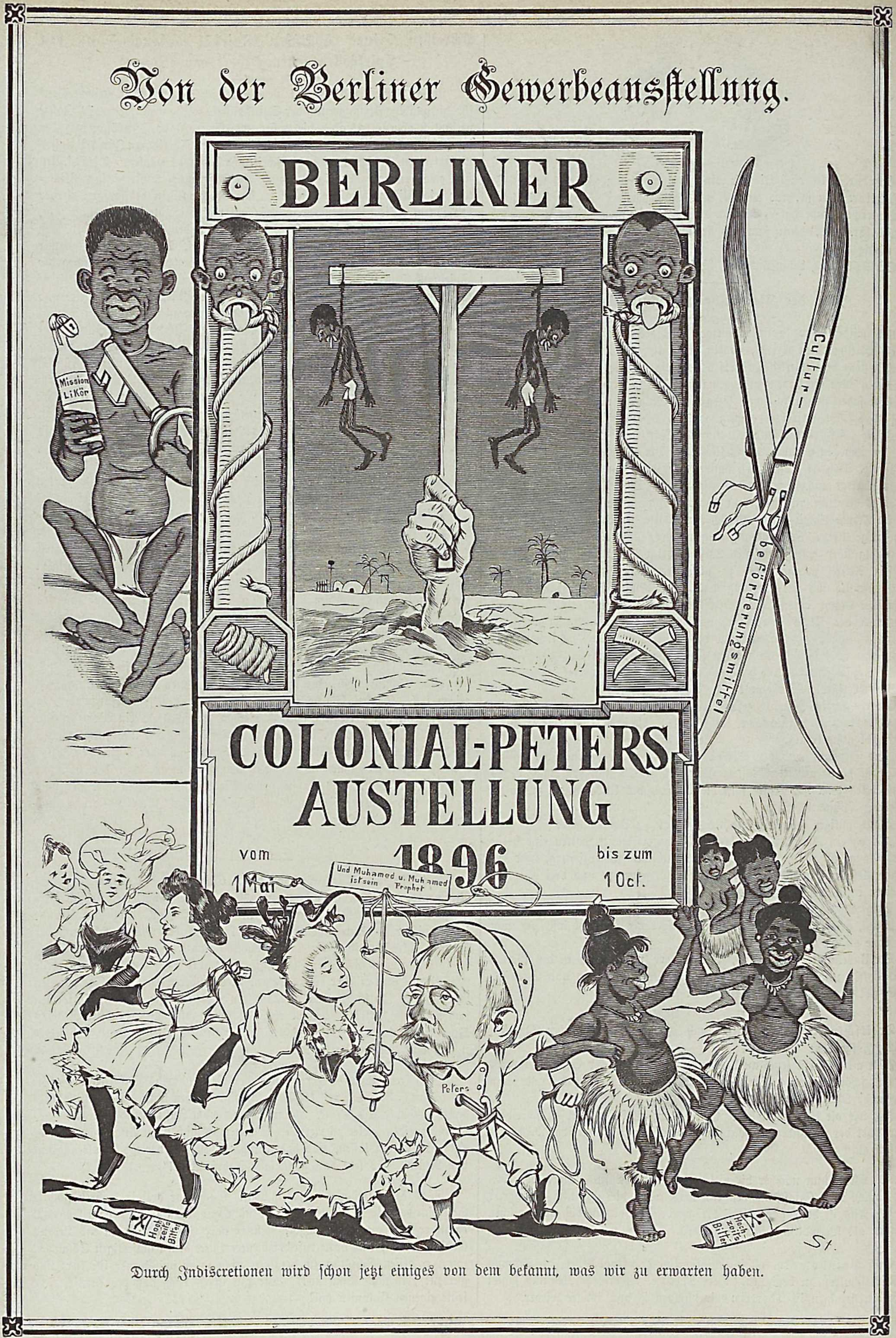
Karikatur auf Carl Peters in der Berliner Kolonialausstellung – Kladderadatsch, 22. März 1896

Sein zeitweiliger Mitarbeiter Oskar Baumann schrieb 1892: „Übrigens ist Peters halb verrückt. Alles um ihn herum geht krumm vor Hieben. 100 bis 150 sind an der Tagesordnung. Es ist kaum zu glauben, welche Angst die Leute vor Peters und seinen Leuten haben.“ Deshalb hatte er unter Afrikanern den Spitznamen mkono wa damu („blutige Hand“). Die kolonialkritische Presse Deutschlands verlieh ihm den Beinamen Hänge-Peters. Das sozialdemokratische Zentralorgan Vorwärts nannte Peters einen „grimmigen Arier, der alle Juden vertilgen will und in Ermangelung von Juden drüben in Afrika Neger totschießt wie Spatzen und zum Vergnügen Negermädchen aufhängt, nachdem sie seinen Lüsten gedient.“ 1899 schrieb es:

„Peters ist der Typus eines renommistischen Scheusals. Seine Schändlichkeiten sind freilich schlimm genug, aber noch nicht so schlimm, wie er sie selbst reklamehaft übertreibt. Er will vor allem der interessante Ueberkerl sein, der frei von jeglichem moralischem Skrupel nur seine große Persönlichkeit auslebt.“

## Nachwirkungen
In der Weimarer Republik war Peters wegen seiner offenen Gewalttätigkeit gegen Indigene noch verpönt, nach 1933 wurde er hingegen als nationalsozialistischer Kolonialheld gefeiert.
Der Historiker Gordon A. Craig charakterisierte ihn 1978 als „eine eigentümliche Mischung aus Marktschreier, Patriot und Judenfresser, der von dem Wunsch beseelt war, es den englischen Erfolgen in der überseeischen Welt gleichzutun“. Sebastian Conrad bescheinigt ihm einen „gleichsam spätfeudalen Habitus“ und ein „Herrenmenschentum“, das er „ohne Rücksicht auf die einheimische Bevölkerung brutal auslebte“.

## Peters in Literatur und Film
Vor allem zwischen 1935 und 1943 erschienen in Deutschland eine Reihe von Büchern (einschl. eines Theaterstücks), in denen Carl Peters Rolle als ideologischer Vorläufer des Dritten Reichs gefeiert wurde. Eine Veröffentlichung, die wissenschaftlichen Ansprüchen genügen würde, liegt aus dieser Zeit nicht vor. Die auf acht Bände konzipierte Gesamtausgabe von Peters Gesammelten Schriften durch den NS-Parteihistoriker Walter Frank ist nicht vollendet worden.
Zu den apologetisch-beschönigenden Büchern über Peters gehören u. a.:
- Balder Olden: Ich bin Ich. Der Roman Carl Peters Roman über die Emin Pascha-Expedition zum Victoriasee in Afrika. 291 Seiten, Wegweiser-Verlag, Berlin 1927.
- Edith Salburg: Karl Peters und sein Volk. Der Roman des deutschen Kolonialgründers. Duncker, Weimar 1929.
- Hermann Böhme: Carl Peters. Der Begründer von Deutsch-Ostafrika. Reclams Universal-Bibliothek 7433. Philipp Reclam, Leipzig 1939. 73 Seiten (nationalsozialistische Propagandaschrift, die in den Oberschulen eingesetzt wurde).
- Frieda von Bülow: Im Lande der Verheißung. Ein Kolonialroman um Carl Peters. 241 Seiten, Reißner, Dresden 1934. (Erstausgabe erschien bereits 1899, damals mit dem Untertitel Ein deutscher Kolonial-Roman)
- Erich zu Klampen: Carl Peters. Ein deutsches Schicksal im Kampf um Ostafrika. 230 Seiten, Verlag Hans Siep, Berlin 1938.
- Josef S. Viera: Karl Peters’ Kampf um ein ostafrikanisches Kolonialreich. 32 Seiten, Enßlin & Laiblin, Reutlingen 1939.

1941 wurde der Propagandafilm Carl Peters gedreht, der nach 1945 lange als Vorbehaltsfilm deklariert war. Die Regie führte Herbert Selpin, Ernst von Salomon war Verfasser des Drehbuchs. Hans Albers, der auch als Produzent auftrat, spielte einen direkten, tatendurstigen Patrioten norddeutschen Zungenschlags. Der Film entfernt sich – basierend auf Peters Erinnerungen – teilweise von historischen Begebenheiten. Die Handlung hat große Ähnlichkeit mit dem Roman von zu Klampen. Nachdem er bei der etablierten Kolonialbewegung mit seinem Tatendrang auf taube Ohren stieß und Erfahrungen in England gesammelt hatte, macht sich Peters auf eigene Rechnung nach Afrika auf. Dort rettet er mit seinen beiden Jugendfreunden einen afrikanischen Stamm vor arabischen Sklavenhändlern und schließt mit diesem und mit weiteren Stämmen „Schutzverträge“ ab. Als Peters Widersacher treten die Engländer und auch der deutsch-jüdischstämmige, kaiserliche, hohe Beamte Leo Kayser auf, dessen Bruder Vorwärts-Journalist und Mitglied des Reichstags für die SPD ist. Wilhelm I. und Bismarck hingegen zeigen sich im Film von Peters Leistungen beeindruckt, wenngleich Bismarck dessen rüde Art rügt.
Die Hinrichtung zweier Schwarzer durch den Strang wird im Film als Reaktion auf einen von England gelenkten Aufstand dargestellt, dem einer seiner Jugendfreunde zum Opfer fällt; vom tatsächlichen Zusammenhang, dem Verhältnis seiner Geliebten zu seinem Diener, ist im Film nicht die Rede. Am Ende des Films rechtfertigt Peters im Reichstag die ungesetzliche Hinrichtung als notwendige Maßnahme, um weitere Aufständische zu entmutigen. Die Abgeordneten des Reichstags, vor allem der Bruder Kaysers, verlangen jedoch über alle Fraktionsgrenzen hinweg seinen Rücktritt und lehnen überhaupt den Kolonialismus ab, was zu Tumulten unter den Anwesenden führt. Entsprechend der nationalsozialistischen Feindschaft gegenüber demokratischen Institutionen und Verfahren wird ein völlig verzerrtes Bild des Reichstags und des Parlamentarismus gezeichnet. Tatsächlich hat Peters, der weder Mitglied des Parlaments noch der Regierung war, niemals vor dem Reichstag gesprochen, sondern war vom Disziplinarhof für die Schutzgebiete abgeurteilt worden.

## Diskussion um Straßenbenennungen und Denkmale

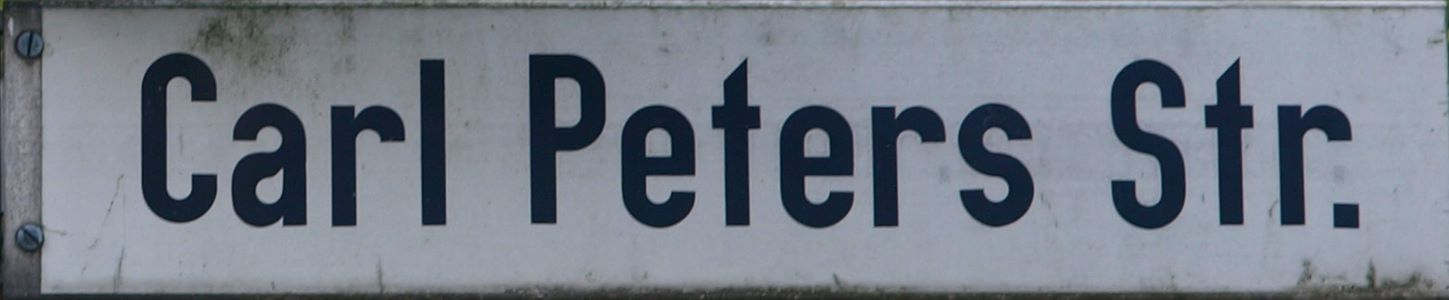
Straßenschild der ehemaligen Carl-Peters-Straße in Bad Hersfeld

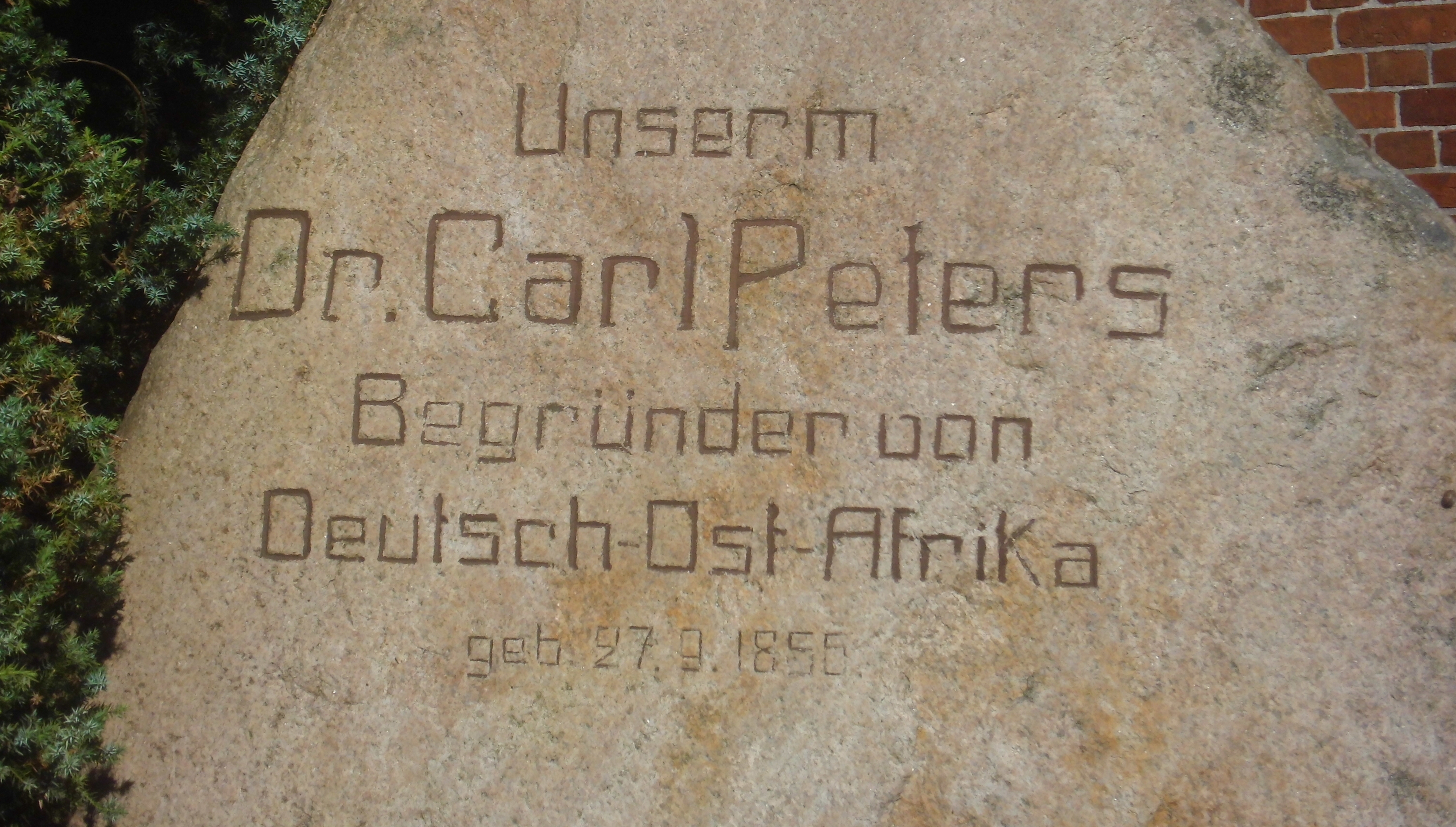
Gedenkstein für Carl Peters im Vorgarten seines Geburtshauses in Neuhaus (Elbe)

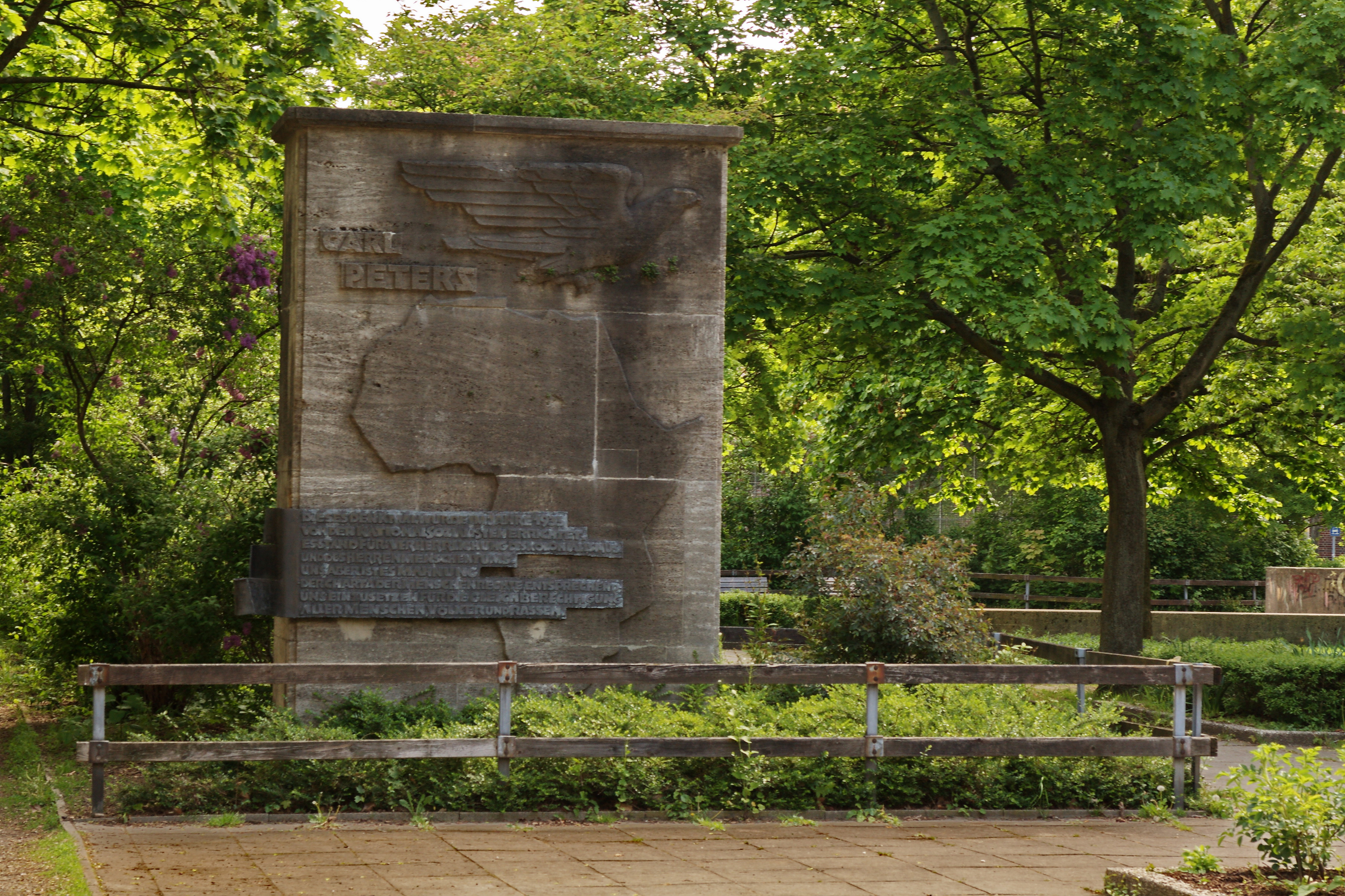
Karl-Peters-Gedenkstein am früheren Karl-Peters-Platz, jetzt Bertha-von-Suttner-Platz in der Hannoverschen Südstadt (2010).

Nach Peters wurden in verschiedenen deutschen Städten Plätze und Straßen benannt, meist zur Zeit des Nationalsozialismus. Seit den 1980er Jahren wurden sie allerdings teilweise wegen Peters rassistischer Haltung wieder umbenannt, so in Karlsruhe, Hannover, Hildesheim, Albstadt-Ebingen, Köln-Nippes, Bochum-Ehrenfeld, München, Bietigheim-Bissingen, Mannheim, Korntal-Münchingen, Lüneburg, Soltau, Bonn, Bad Hersfeld, Kiel-Neumühlen-Dietrichsdorf Mülheim an der Ruhr und Berlin-Wedding,
Liste siehe: Karl-Peters-Denkmal
In manchen Fällen wurde der bisherige Straßenname lediglich durch Zuschreibung zu einer anderen Person mit Namen Peters umgewidmet, so in Siegburg, Bremen, Neustadt an der Weinstraße, Ludwigshafen am Rhein und Bielefeld. Das gleiche Vorgehen wurde in Ludwigsburg kontrovers diskutiert. Der Antrag der CDU-Fraktion auf eine solche Umwidmung der Person Karl Peters wurde am 29. Juli 2015 vom Ludwigsburger Gemeinderat abgelehnt und eine reale Änderung des Straßennamens beschlossen.
In Ravensburg gab es 2010 eine Debatte, ohne dass der dortige Petersweg jedoch umbenannt wurde. In Kaiserslautern wurde der Straßenname beibehalten. Die Straße wurde aber dem Astronomen gleichen Namens (Carl Friedrich Wilhelm Peters) gewidmet, worauf Zusatzschilder unter dem Straßennamen hinweisen. In Neuhaus (heute Gemeinde Amt Neuhaus) wurde 1931 ein Gedenkstein an seinem Geburtshaus, dem ev. Pfarrhaus, eingeweiht: „Unserem Dr. Carl Peters – Begründer von Deutsch-Ost-Afrika“. Die Straße vor dem Pfarrhaus hieß seit den 1920er Jahren Carl-Peters-Straße (heute Parkstraße). 1951 – zu DDR-Zeiten – wurde der Gedenkstein entfernt, 1994 mit Zustimmung des Gemeinderates wieder aufgestellt. Eine relativierende Zusatztafel („Die Persönlichkeit des Dr. Carl Peters, ihr Wirken und der Gedenkstein sind umstritten.“) hatte nur eine kurze Lebensdauer. Die lange fehlende Zusatztafel wurde 2017 erneut aufgestellt.
In Düsseldorf gab es seit 2018 die Bestrebung die Petersstraße, seit 1937 benannt nach Carl Peters im so genannten Kolonialviertel von Urdenbach, umzubenennen. Am 22. Februar 2024 wurde beschlossen, die Düsseldorfer Petersstraße in Eisvogelweg umzubenennen.
Die erhaltenen Denkmale, die einst zu Ehren von Carl Peters errichtet wurden, sind heute teilweise umgewidmet. Auf Helgoland liegt die Büste des „gefallenen Helden“ als Mahnmal im Außenbereich des Museum Helgoland.

## Schriften (Auswahl)
- Untersuchungen zum Frieden von Venedig. Dissertation, Berlin 1879; books.google.de
- Arthur Schopenhauer als Philosoph und Schriftsteller. Eine Skizze. Berlin 1880; digital.staatsbibliothek-berlin.de
- Willenswelt und Weltwille. Studien und Ideen zu einer Weltanschauung. Leipzig 1883; books.google.de
- Deutschthum in London. In: Die Gegenwart, Band 24 (1883), Nr. 40, S. 211–212 und Nr. 41, S. 235–238; Textarchiv – Internet Archive. Nachdruck in Deutsch-national, S. 20–38.
- Inwieweit ist Metaphysik als Wissenschaft möglich. Habilitationsschrift, Leipzig 1884.[61]
- Konsolidirung der deutschen Kolonialbewegung. Zuerst veröffentlicht in: Kolonial-Politische Correspondenz, 16. November 1885, Jg. 1, Nr. 11. Nachdruck in Deutsch-national, S. 80–86.
- Deutsch-national. Kolonialpolitische Aufsätze. Walther & Apolant, Berlin 1887; Digitalisat
- Im Goldland des Altertums, Forschungen zwischen Zambesi und Sabi. Mit 50 an Ort und Stelle gemachten Original-Illustrationen von Tennyson Cole. Lehmann, München 1902, urn:nbn:de:gbv:46:1-9953.
- England und die Engländer. Schwetschke und Sohn, Berlin 1904 (Textarchiv – Internet Archive).
- Die Gründung von Deutsch-Ostafrika. Schwetschke und Sohn, Berlin 1906, urn:nbn:de:gbv:46:1-9294.
- Die deutsche Emin Pascha-Expedition. Deutscher Kolonial–VerlagTheodor Mumm, Hamburg 1907, urn:nbn:de:gbv:46:1-14663.
- Zur Weltpolitik. Karl Siegismund, Berlin 1912 (uni-koeln.de).
- Afrikanische Köpfe. Ullstein & Co, Berlin 1915 (Textarchiv – Internet Archive).
- Lebenserinnerungen. Rüsch’sche Verlagsbuchhandlung, Hamburg 1918.
- Gesammelte Schriften, hrsg. v. Walter Frank, 1943/1944. Band 1: doi:10.17169/refubium-32323, Band 2: doi:10.17169/refubium-32020, Band 3: doi:10.17169/refubium-32368